# ジャスティン・フォスキュー
ジャスティン・コナー・フォスキュー（Justin Connor Foscue, 1999年3月2日 - ）は、 アメリカ合衆国アラバマ州ハンツビル出身のプロ野球選手（二塁手）。右投右打。MLBのテキサス・レンジャーズ所属。

## 経歴
ミシシッピ州立大学時代の2019年にはアメリカ代表として第43回日米大学野球選手権に出場している。
2020年のMLBドラフト1巡目（全体14位）でテキサス・レンジャーズから指名され、プロ入り。この年はCOVID-19の影響でマイナーリーグの試合が開催されなかったため、公式戦の出場は無かった。
2021年、傘下のA+級ヒッコリー・クロウダッズでプロデビュー。ルーキー級アリゾナリーグ・レンジャーズとAA級フリスコ・ラフライダーズでもプレーし、3チーム合計で62試合に出場して打率.275、17本塁打、51打点、2盗塁を記録した。オフにはアリゾナ・フォールリーグに参加し、サプライズ・サグアロスに所属した。
2022年はAA級フリスコでプレーし、101試合に出場して打率.288、15本塁打、81打点、3盗塁を記録した。
2023年はAAA級ラウンドロック・エクスプレスでプレーし、122試合に出場して打率.266、18本塁打、84打点、14盗塁を記録した。オフの11月14日にルール・ファイブ・ドラフトでの流出を防ぐために40人枠入りした。
2024年も開幕をAAA級ラウンドロックで迎えた。4月2日にメジャー初昇格し、5日のヒューストン・アストロズ戦でメジャーデビューを果たした。

## プレースタイル
ドラフト指名当初はメイクアップ（全てのプレーへ全力を尽くす能力）の高さを除いて突出したツールが無く、上位指名について疑問視されていた。長打力のある二塁手という点でジェフ・ケントを思わせるという声もある。

## 詳細情報

### 年度別打撃成績
| 年 度    | 球 団    | 試 合 | 打 席 | 打 数 | 得 点 | 安 打 | 二 塁 打 | 三 塁 打 | 本 塁 打 | 塁 打 | 打 点 | 盗 塁 | 盗 塁 死 | 犠 打 | 犠 飛 | 四 球 | 敬 遠 | 死 球 | 三 振 | 併 殺 打 | 打 率 | 出 塁 率 | 長 打 率 | O P S |
| -------- | -------- | ----- | ----- | ----- | ----- | ----- | -------- | -------- | -------- | ----- | ----- | ----- | -------- | ----- | ----- | ----- | ----- | ----- | ----- | -------- | ----- | -------- | -------- | ----- |
| 2024     | TEX      | 15    | 44    | 42    | 3     | 2     | 1        | 0        | 0        | 3     | 1     | 0     | 0        | 0     | 0     | 2     | 0     | 0     | 18    | 0        | .048  | .091     | .071     | .162  |
| MLB：1年 | MLB：1年 | 15    | 44    | 42    | 3     | 2     | 1        | 0        | 0        | 3     | 1     | 0     | 0        | 0     | 0     | 2     | 0     | 0     | 18    | 0        | .048  | .091     | .071     | .162  |

- 2024年度シーズン終了時

### 年度別守備成績
| 年 度 | 球 団 | 一塁（1B） | 一塁（1B） | 一塁（1B） | 一塁（1B） | 一塁（1B） | 一塁（1B） | 二塁（2B） | 二塁（2B） | 二塁（2B） | 二塁（2B） | 二塁（2B） | 二塁（2B） |
| 年 度 | 球 団 | 試 合      | 刺 殺      | 補 殺      | 失 策      | 併 殺      | 守 備 率   | 試 合      | 刺 殺      | 補 殺      | 失 策      | 併 殺      | 守 備 率   |
| ----- | ----- | ---------- | ---------- | ---------- | ---------- | ---------- | ---------- | ---------- | ---------- | ---------- | ---------- | ---------- | ---------- |
| 2024  | TEX   | 1          | 6          | 0          | 0          | 1          | 1.000      | 2          | 1          | 2          | 0          | 0          | 1.000      |
| MLB   | MLB   | 1          | 6          | 0          | 0          | 1          | 1.000      | 2          | 1          | 2          | 0          | 0          | 1.000      |

- 2024年度シーズン終了時

### 背番号
- 56（2024年 - ）

### 代表歴
- 第43回日米大学野球選手権大会 アメリカ合衆国代表（2019年）